# Coahuitlán
Coahuitlán är en kommun i Mexiko.   Den ligger i delstaten Veracruz, i den sydöstra delen av landet, 180 km nordost om huvudstaden Mexico City. Antalet invånare är 8 294. Arean är 51 kvadratkilometer.
Terrängen i Coahuitlán är huvudsakligen kuperad.
Följande samhällen finns i Coahuitlán:
- Macedonio Alonso
- Barrio del Tecolote